# Saiteninstrument

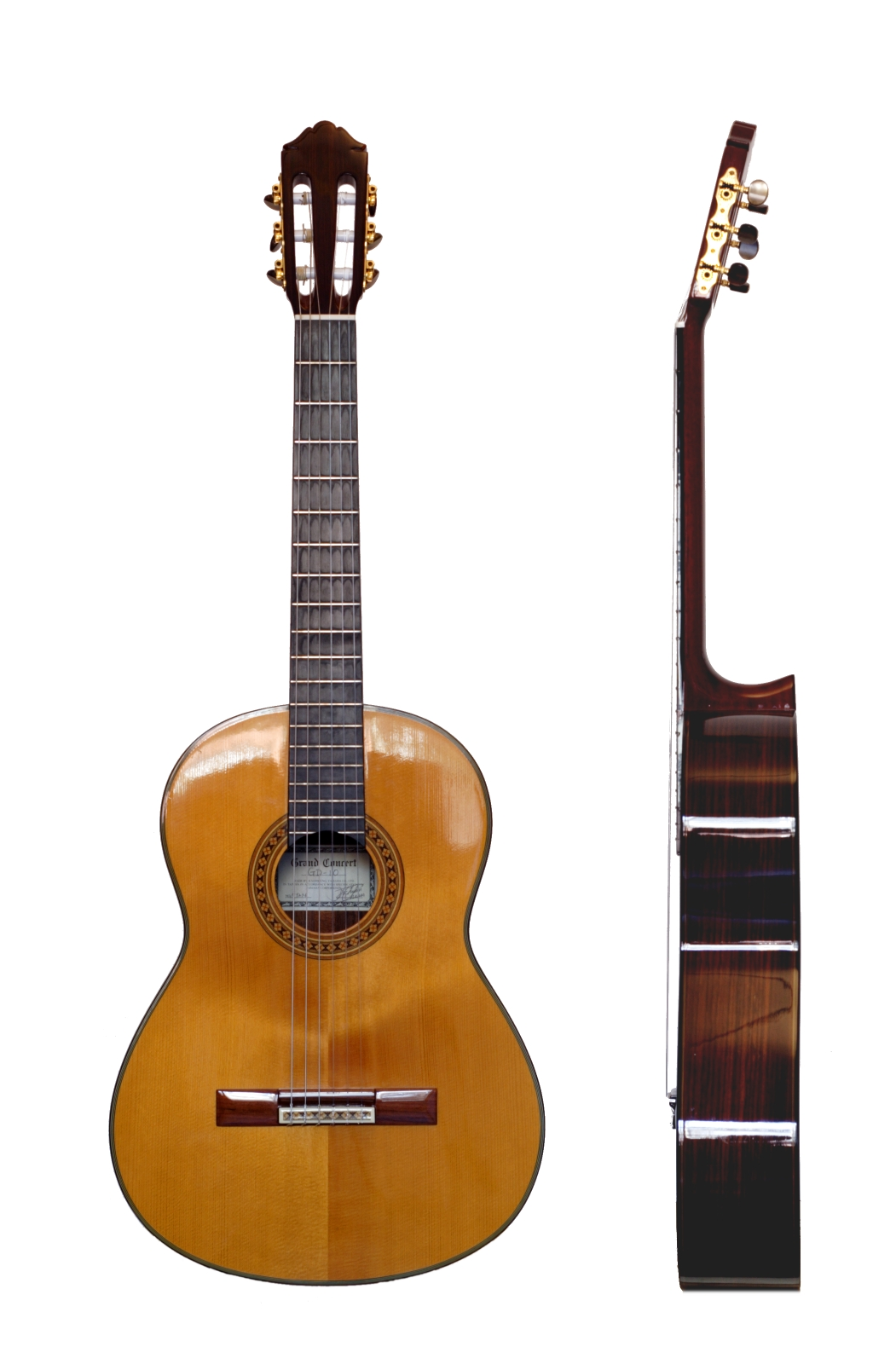
Gitarre, Zupfinstrument

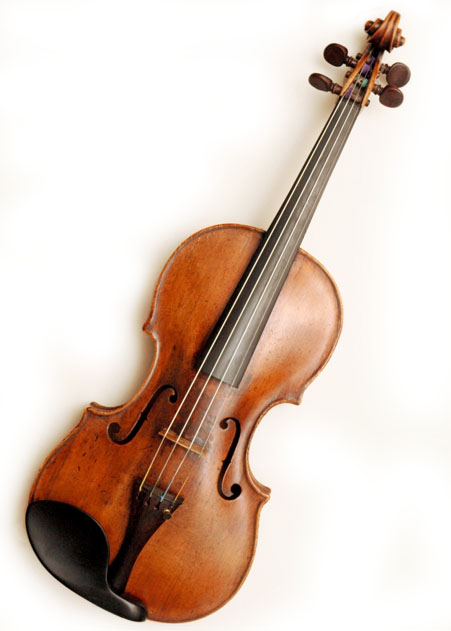
Geige, Streichinstrument

Ein Saiteninstrument, auch Chordophon („Saitenklinger“; von griechisch chordē „Saite“, phōnē „Stimme“, „Klang“), ist ein Musikinstrument, bei dem zur Tonerzeugung eine oder mehrere Saiten verwendet werden, die zwischen zwei Punkten gespannt sind. In den meisten Fällen wird die Schwingungsenergie auf einen Resonanzkörper übertragen und dort in Schallenergie umgewandelt. Verschiedene Tonhöhen werden entweder durch Abteilen der Saiten oder dadurch erreicht, dass für jeden Ton (mindestens) eine eigene Saite vorhanden ist. In jedem Fall gilt: Je kürzer, je straffer gespannt und je dünner die Saite ist, desto höher wird der Ton. Zu den Saiteninstrumenten gehören Lauteninstrumente (mit Stiellauten und Leiern), Zithern und Harfen. Die Saiten werden meist gezupft (Zupfinstrument) oder gestrichen (Streichinstrument).

## Geschichte
Idiophone, etwa in Gestalt zusammengeschlagener Steine, gelten als die ältesten Musikinstrumente, die es gibt, seit Menschen ein Gespür für Rhythmus entwickelten. Ihnen folgten Flöten, die vermutlich ab dem Aurignacien (40.000–31.000 BP) gespielt wurden. Saiteninstrumente sind deutlich jünger, wenn als deren Entstehungszeit das Vorkommen von Bögen mit einer Saite ab dem späten Jungpaläolithikum oder dem Mesolithikum angesetzt wird. Ob diese Bögen zuerst als Jagdbögen oder Musikbögen verwendet wurden, ist nicht bekannt. Die ältesten Darstellungen eines Musikbogens finden sich auf 15.000 Jahre alten Höhlenzeichnungen. Der durch den Mundraum des Spielers verstärkte Mundbogen, der Musikbogen mit angelegtem Resonanzkörper und der Erdbogen, dessen Resonanzraum aus einem Erdloch besteht, gelten als Urformen aller Saiteninstrumente. Musikbögen mit einem biegsamen Saitenträgen und starre Musikstäbe bilden die Gruppe der Stabzithern, die wiederum zu den einfachen Chordophonen gehören. 
Der Musikbogen besteht aus einem biegsamen Holzstab, um dessen Enden ein Stück Darm oder eine Schnur gezogen ist, die so den Stab zum Bogen spannt. Mit einem kleinen Stab angeschlagen oder mit den Fingern gezupft, werden mehrere Grund- und Obertöne hervorgebracht, die durch einen am Bogen angebrachten Resonanzkörper, etwa eine Kalebasse, verstärkt werden können. Eine konsequente Weiterentwicklung führt von Musikbögen zu Harfen und Leiern mit ebenfalls frei gespannten Saiten. Für Zithern, deren Saiten parallel zu einem Saitenträger verlaufen, ist auch eine Herkunft von idiochorden (Saite und Saitenträger bestehen aus demselben Material) Bambusröhrenzithern denkbar (heutige Beispiele valiha und chigring).

### Harfen
Das älteste erhaltene Saiteninstrument ist mehrsaitig: die 4500 Jahre alte Harfe der Königin Puabi von Ur. Die Sumerer und Ägypter spielten auf Harfen, die Griechen des Altertums kannten mehrere Leiern, die bekanntesten waren Kithara und Lyra. Bogenharfen sind im ägyptischen Alten Reich ab etwa 2500 v. Chr. auf Wandmalereien dargestellt und werden in abgewandelten Formen noch in Afrika mit Schwerpunkt Zentralafrika (kundi) und Uganda (ennanga und adungu) gespielt. Dagegen sind Bogenharfen in Asien bis auf die burmesische saung gauk, die ostafghanische waji und die zentralindische bin-baja praktisch verschwunden. In Indien verschwanden die altindischen Bogenharfen vina im Norden und yazh im Süden in der zweiten Hälfte des 1. Jahrtausends zugunsten der ebenfalls vina (im Süden vinai) genannten Stabzithern und Lauteninstrumente. Die im Mittleren Reich ab dem 16. Jahrhundert v. Chr. hinzugekommene Winkelharfe ist in Afrika bis auf die mauretanische ardin verschwunden. Im Vorderen Orient entstanden aus den mesopotamischen Harfen die im Mittelalter bis ins 17. Jahrhundert verbreiteten vertikalen Winkelharfen tschang und in Zentralasien die kleineren Harfen mit horizontalem Resonanzkörper („Steppenharfen“).

### Leiern
Die Weiterentwicklung vom einfachen Bogen zum komplexen modernen Saiteninstrument hat die unterschiedlichsten Typen hervorgebracht. Die meisten waren aber nur über eine begrenzte Zeitspanne hinweg in Gebrauch, wie etwa die in der Antike überaus beliebten Leiern. Schon Homer beschreibt die viersaitige Leier Phorminx. Dieses Saiteninstrument bestand aus einem Resonanzkörper aus Holz, Schildkrötenpanzer oder später auch aus Metall, über den mehrere Saiten aufgespannt waren. Die Saiten wurden über Stege (Joche) geführt, wovon das obere Querjoch die Saiten hielt und spannte. Die Saiten verliefen parallel zur Resonanzdecke. Gespielt wurde das Instrument mit den Fingern oder dem Plektrum durch Zupfen oder Anreißen. Mit der zweiten Hand wurden die Saiten gedämpft oder verkürzt und somit die Tonhöhe bestimmt. 
Die historischen Leiern, auch Jochlauten genannt, gehören mit zahlreichen antiken Funden zu den bestdokumentierten Instrumenten des Altertums. Die ältesten Funde weisen nach Mesopotamien ins 3. Jahrtausend v. Chr. Im Verlauf der Geschichte wurde die Leier den Erfordernissen angepasst und unterlag vielfältiger Wandlung. Dabei entstanden Formen mit bis zu 15 Saiten. Etwa seit dem 8. Jahrhundert v. Chr. ist sie auch auf der iberischen Halbinsel bekannt, später ist bei den Kelten eine siebensaitige Leier nachweisbar. Heutige arabische Leiern sind in Ägypten die tanbura, in Nubien die kisir, am Roten Meer die simsimiyya. Zu den Leiern in Äthiopien gehören die krar und die beganna. Die mechanisch betriebene Drehleier hat nur den Namen von den alten Jochlauten, ihre Saitenanordnung entspricht einer Violine.

## Klassifizierungen
Saiteninstrumente lassen sich auf verschiedene Weisen systematisch einordnen. Die gebräuchliche Einteilung erfolgt nach der Hornbostel-Sachs-Systematik, bei der zunächst zwischen einfachen (Zithern) und zusammengesetzten Chordophonen unterschieden wird.

### Schwingungserzeugung
Ein weiterer Ansatz ist die Klassifizierung nach der Methode, mit der die Saiten zur Schwingung angeregt werden:
- Bei Zupfinstrumenten werden die Saiten mit den Fingern, einem Plektrum oder mechanischen Vorrichtungen (Kielen) gezupft:
  - ohne Griffbrett: Harfe, Kithara, Lyra, Third-Bridge-Zither
  - mit Griffbrett: Gitarre, E-Bass, Laute, Mandoline, Banjo, Balalaika, Zither, Ukulele, Saz, Oud, Bouzouki, Sitar
  - mit Klaviatur: Cembalo

- Bei Streichinstrumenten werden die Saiten gestrichen:
  - mit einem Bogen: Violine (Geige), Viola (Bratsche), Violoncello, Kontrabass, Fidel, Hardangerfiedel, Gambe, Psalterium, Erhu, Nyckelharpa
  - mit einem Stab: Umrhubhe (Mundbogen)
  - mit einem Rad: Drehleier

- Bei einigen Saiteninstrumenten werden die Saiten mit Klöppeln oder Hämmerchen angeschlagen:
  - mit in der Hand gehaltenen Klöppeln: Hackbrett
  - mit Klaviatur: Klavier, Clavichord

- Und es gibt Instrumente, deren Saiten angeblasen werden:
  - vom Wind: Äolsharfe
  - mit dem Mund: Gora

### Schwingungsübertragung
Der Instrumentenbauer unterscheidet unabhängig von der Spielweise zwischen drei Grundformen von Saiteninstrumenten und geht dabei von der Art der Schwingungsübertragung auf den Resonanzkörper aus, was unmittelbare Auswirkungen auf Klangfarbe und -entfaltung hat.
- Als Harfen werden Instrumente bezeichnet, bei denen die Saiten an einem Ende direkt mit der Resonanzdecke des Korpus verbunden sind. Der Saitenzug beim Spielen mehrerer Saiten wirkt damit durch minimale Verwindungen direkt auf deren physikalische Eigenschaften ein und verändert diese in chaotischen Variationen, was für den typischen "schwebenden" Klang von Harfen verantwortlich ist. Die Befestigung der Saiten am anderen Ende erfolgt an einem massiven Hals, der die Harfe zusammen mit der Vorderstange zu einem sehr massereichen Instrument macht, dessen Schwingung sich durch Direktkontakt mit Tanz- oder Konzertboden als natürlichem Verstärker sehr raumfüllend verteilen lässt.

- Als Zithern werden Instrumente bezeichnet, bei denen kein direkter Kontakt der schwingenden Saiten mit der Resonanzdecke besteht. Die Übertragung erfolgt über die massiven Seitenteile (Klötze), an denen die Saiten befestigt sind und mit denen auch die Resonanzdecke direkt verbunden ist. Der typische Klang entsteht aus der Wechselwirkung zwischen Resonanzdecke und Klötzen, der sich über eine ebenfalls resonierende Auflagefläche (Zithertisch) noch erheblich verstärken und weiträumig verteilen lässt. Manche Zithern besitzen keine eigene Resonanzdecke und brauchen zur Schallerzeugung deshalb einen solchen externen Resonanzkörper. Das Klavier ist eine Kastenzither, hat aber nur ein Resonanzbrett. Die Saiten sind in einem gusseisernen Rahmen gespannt, dennoch gehört das Klavier nicht zu den Rahmenzithern. Die japanische Koto ist eine Wölbbrettzither, deren Schwingungsübertragung über bewegliche Stege erfolgt.

- Als Lauten werden Instrumente mit einem Hals bezeichnet, bei denen die Saitenschwingung über einen Steg auf die Resonanzdecke übertragen wird. Die Klangentfaltung erfolgt durch die Resonanzdecke und die von ihr in Schwingung versetzten Luftpartikel.

Der Kistenbass gehört nach dieser Einteilung zur Klasse der Harfen, das Hackbrett wird den Zithern zugeordnet, und die Geige ist eine Kastenhalslaute.

## Klangverstärkung
Zur Bildung des spezifischen Klangs des Instruments sind wie bei allen akustischen Instrumenten bei den Saiteninstrumenten alle fest verbauten Teile und deren spezifischen Materialeigenschaften (Holzmaserung und Dichte, Legierung der Metallteile, Guss oder geschmiedet, Saitenstärke) in ihrer Gesamtheit beteiligt. Bei Instrumenten, die keinen Resonanzkörper besitzen wie E-Gitarren ohne Resonanzkörper (engl.: solidbody guitars), wird nur ein geringer Teil der Schwingungsenergie in Schall umgewandelt. Damit man in diesen Fällen die Schwingung der Saiten lauter hören kann, werden sie üblicherweise über einen Tonabnehmer abgenommen und elektrisch verstärkt.  